# Ciudad Quesada
Ciudad Quesada és una urbanització del municipi de Rojals (el Baix Segura, País Valencià). Compta amb 13 776 habitants (INE 2014).
Situada en la part sud del terme municipal de Rojals, es troba a 6 km de la mar Mediterrània. La major part de la població és estrangera, principalment d'origen britànic. Actualment, uns 30 000 habitatges formen Ciutat Quesada.
| Any  | Població |
| ---- | -------- |
| 2009 | 15 170   |
| 2010 | 15 607   |
| 2011 | 16 345   |
| 2014 | 13 776   |

## Oci
A Ciudad Quesada existeixen multitud d'opcions d'oci i llocs pròxims per a visitar. Les platges més pròximes són les de Torrevella, La Mata i Guardamar del Segura.
D'altra banda, compta amb un centre comercial anomenat Quesada Centro, situat al centre de Ciudad Quesada. Aquest va incrementar les opcions d'oci, ja que disposa de bars, restaurants, cafeteries i botigues.